# Tsukorok
Tsukorok (deutsch: Zückerchen, Würfelzucker) ist ein einfacher, kompakter und effektiver Detektor, der Kampfdrohnen identifizieren kann. 
Es wurde von einem in London lebenden ukrainischen Programmierer entwickelt, nachdem die russischen Streitkräfte am 24. Februar 2022 ihren völkerrechtswidrigen Angriffskrieg auf die Ukraine begonnen hatten. 
Jede Drohne ist per Funk mit dem Steuerpult des Drohnen-Piloten verbunden. Der Pilot sendet der Drohne Steuerimpulse; die Drohne überträgt Videobilder und Telemetriedaten an das Pult. Tsukorok kann mindestens eins, oft beide Signale empfangen und dadurch die meisten russischen Drohnen voneinander unterscheiden. 
Tsukorok piept, wenn es eine Kampfdrohne detektiert hat. Es zeigt auf seinem Bildschirm an, um welchen Drohnen-Typ es sich vermutlich handelt. 
Wird eine Aufklärungsdrohne angezeigt, sollte sein Besitzer (z. B. ein Infanterist) sich sofort verstecken oder bewegungslos verharren, um nicht durch seine Bewegung entdeckt zu werden.
Wenn Tsukorok eine Kamikazedrohne meldet, sollten Insassen eines Fahrzeugs dieses möglichst schnell verlassen und weglaufen. 

## Belege
- morgenpost.de 25. Juni 2024: Wenn Tsukorok piept, haben Soldaten nur zwei Optionen (basierend auf einem Artikel auf bbc.com (16. Juni 2024))